# واکنش مایارد

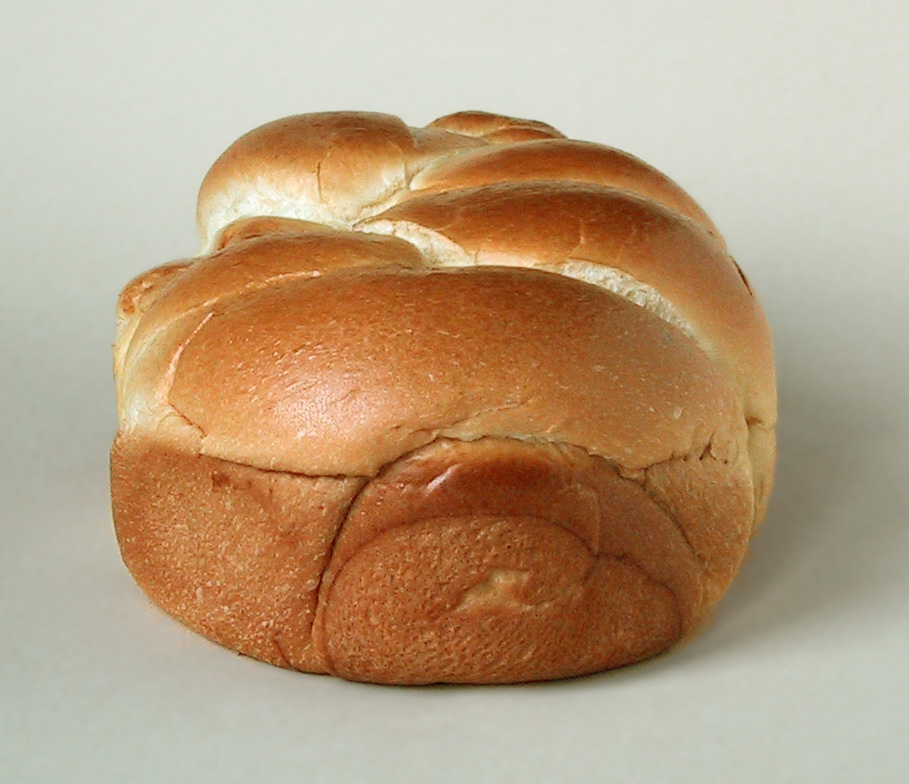
پوسته اکثر نان‌ها، مانند این برویش، به‌دلیل واکنش مایارد به رنگ طلایی-قهوه‌ای هستند.

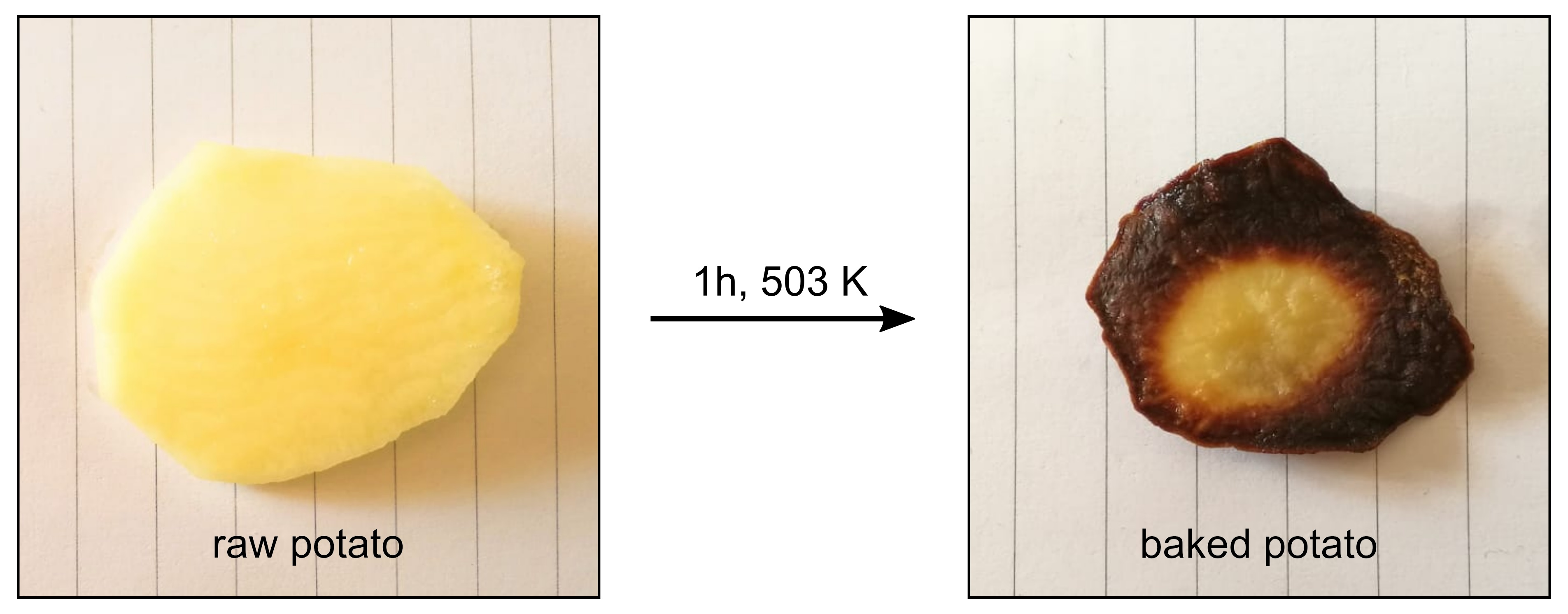
اثرات واکنش میلارد روی یک ماده غنی از نشاسته (سیب زمینی). قبل (در سمت چپ) و بعد (راست) از قرار گرفتن در معرض هوای خشک و گرم (تقریباً ۲۳۰ درجه سانتی‌گراد)

واکنش مایارد یا واکنش مایار (به انگلیسی: Maillard reaction، تلفظ انگلیسی: ‎/maɪˈjɑːr/‎ my-YAR) یک واکنش شیمیایی بین اسیدهای آمینه و قندهای کاهنده است که عامل طعم متمایز غذاهایی است که بر اثر حرارت قهوه‌ای رنگ می‌شوند. استیک سرخ شده، کوفته‌های برشته شده، انواع کلوچه‌ها، بیسکوییت‌ها، نان‌ها ، سوسیس ها و بسیاری از غذاهای دیگر در حین  پخته شدن، از طریق انجام این واکنش به پیش می‌روند. نام این واکنش به افتخار شیمی‌دان فرانسوی، لوئیس-کَمیل مایلار گذاشته شده است. او کسی بود که برای اولین بار در سال ۱۹۱۲ تلاش کرد تا به روش آزمایشگاهی تولید سنتز پروتئین به‌صورت بیولوژیکی دست یابد.
این واکنش نوعی فرایند قهوه‌ای شدن غیرآنزیمی است که به‌طور معمول در دمایی در حدود ۱۴۰ تا ۱۶۵ درجه سانتی‌گراد به سرعت رخ می‌دهد. بسیاری از دستورالعمل‌های غذایی برای اطمینان از انجام واکنش میلارد، نیاز به دمای بالا دارند. در دماهای بالاتر، فرایندهای کاراملیزه شدن و متعاقباً گرماکافت، به‌طور عمده جای واکنش میلارد را می‌گیرند.
طی این واکنش، گروه کربونیل واکنش‌پذیر موجود در یک قند با گروه آمین موجود در یک آمینو اسید، واکنش می‌دهد و موجب تشکیل یک سری از مولکول‌ها می‌شود که عامل عطر و طعم هستند. این فرایند در یک محیط قلیایی (مانند استفاده از قلیاب در تهیه پرتزل‌های تیره) تسریع می‌شود، به این علت که گروه‌های آمینی که به‌صورت پروتونه شده وجود دارند (+RNH۳)، پروتون‌زدایی شده (RNH۲) و بنابراین خصلت هسته‌دوستی آنها افزایش می‌یابد. این واکنش، یک واکنش پایه برای بسیاری از دستورالعملهای آشپزی صنعتی برای طعم‌دهنده‌ها محسوب می‌شود. در دماهای بالا، ماده‌ای احتمالا سرطان‌زا، به‌نام آکریل آمید می‌تواند تشکیل شود. با استفاده از دماهای کمتر، اضافه کردن آنزیمی به‌نام آسپاراژیناز یا تزریق کربن مونوکسید، تا حد زیادی می‌توان از این موضوع جلوگیری کرد.

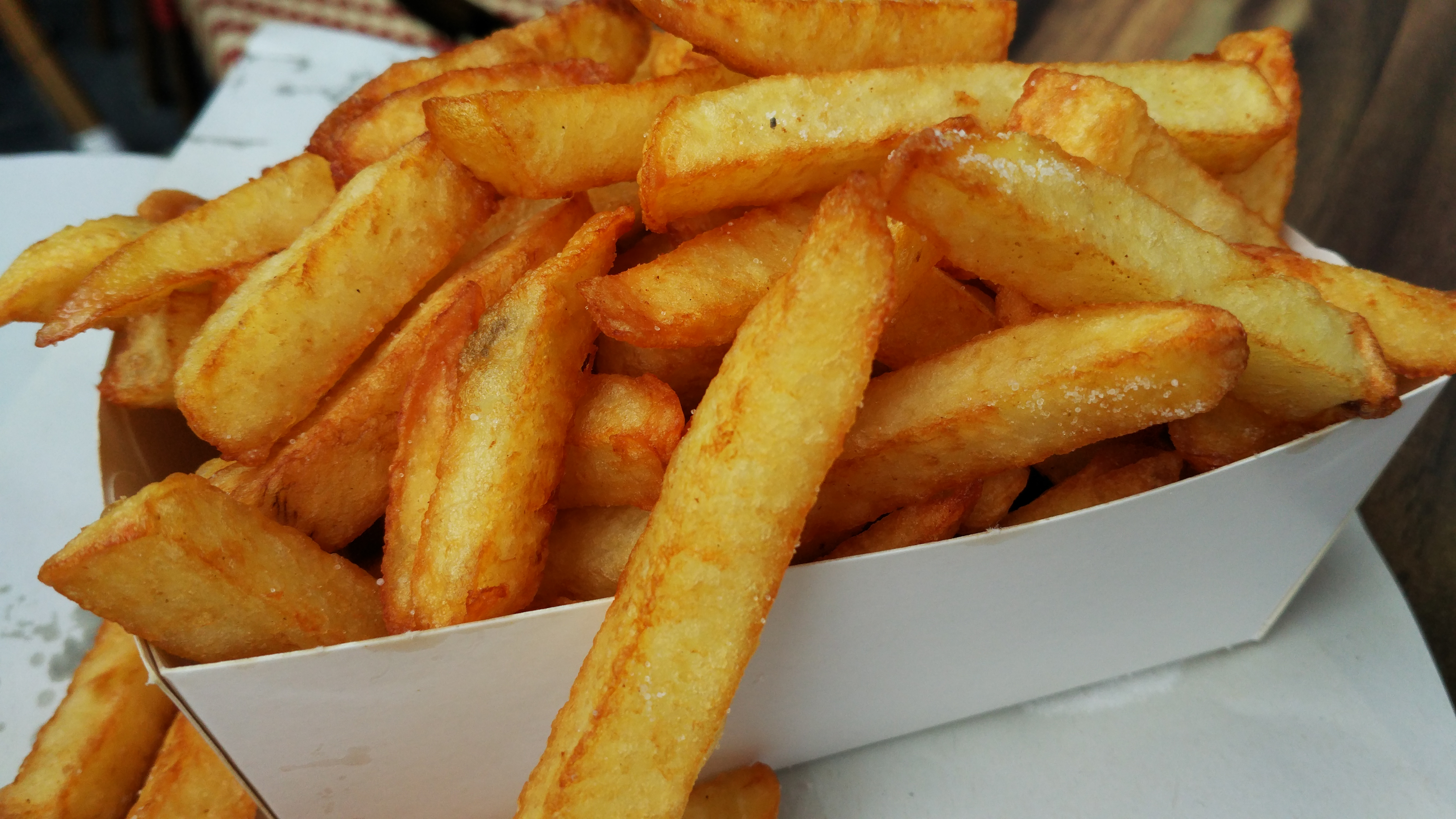
درست کردن سیب‌زمینی سرخ‌کرده در دماهای بالا، می‌تواند منجر به تولید آکریل آمید شود.

## تاریخچه
در سال ۱۹۱۲ میلارد مقاله‌ای را منتشر کرد که در آن به توصیف واکنش اسیدهای آمینه و قندها در دماهای بالا پرداخته بود. در سال ‍۹۵۳، جان اچ هاج (John E. Hodge)، شیمی‌دان همکار با وزارت کشاورزی آمریکا، مکانیسمی برای نحوه انجام واکنش میلارد ارایه کرد.

## مکانیسم شیمیایی
1. گروه کربونیل قند با گروه آمینو در ترکیب اسید آمینه وارد واکنش می‌شود و در نتیجه موجب تولید آب و مشتقات گلیکوزآمین دارای استخلاف بر روی اتم نیتروژن می‌شود.
2. گلیکوزآمین ناپایدار متحمل یک بازآرایی آمادوری شده و موجب تشکیل کتوآمین‌ها می‌شود.
3. روش‌های مختلفی برای انجام واکنش‌های بیشتر برای کتوزآمین‌ها وجود دارد: 
  - تولید دو مولکول آب و یک مولکول کاهنده موسوم به رِداکتون (ترکیب‌هابی اِن‌دیولی حاوی گروه کربونیل)
  - تولید ترکیباتی مانند دی‌استیل، پیرووالدهید و سایر محصولاتی که از آبکافت ترکیبات زنجیر کوتاه
  - تولید پلیمرهای نیتروژنی قهوه‌ای و ملانوئیدین‌ها